# Alta infedeltà (programma televisivo)
Alta infedeltà - Nuovi modi di tradire è un programma televisivo italiano di genere scripted reality, prodotto da Stand by Me andato in onda dal 9 marzo 2015 al 30 marzo 2018 sui canali Real Time e Nove. Nel 2021 viene confermata una sesta stagione in anteprima su Discovery+. Successivamente vanno in onda le repliche di varie edizioni del programma, sempre sul Nove.

## Il programma
Gli episodi ricostruiscono diverse storie d'amore sfociate nell'infedeltà e nel tradimento: ogni storia viene raccontata dal punto di vista della persona traditrice, di quella tradita e dell'amante. Il tutto viene accompagnato da ricostruzioni in cui figurano degli attori e dalla voce narrante di Perla Liberatori.
Le storie prevedono diversi finali, tra cui riconciliazioni, separazioni seguite da vendette o svolte di carriera.
Un episodio è diviso in quattro parti.
- Prima Parte: I protagonisti - si presentano i protagonisti, la storia di amore dei fidanzati o dei coniugi coinvolti e l'amante.
- Seconda Parte: Il tradimento - si narra l'incontro e la consumazione del Tradimento accompagnato dalla battuta "Alta infedeltà" .
- Terza Parte: La scoperta del tradimento, e la rivincita del tradito.
- Quarta Parte: Si spiega l'avvenire delle tre persone protagoniste con narrazione nel sottofondo.

## Edizioni
| Stagione | Sottotitolo del programma | Narratore        | Periodo           | Periodo          | Puntate | Rete televisiva | Rete televisiva | Rete televisiva |
| Stagione | Sottotitolo del programma | Narratore        | Inizio            | Fine             | Puntate | Pay             | Free            | Free            |
| -------- | ------------------------- | ---------------- | ----------------- | ---------------- | ------- | --------------- | --------------- | --------------- |
| 1        | 1000 modi di tradire      | Perla Liberatori | 9 marzo 2015      | 18 maggio 2015   | 40      | Non presente    | Real Time       | Nove            |
| 2        | 1000 modi di tradire      | Perla Liberatori | 14 settembre 2015 | 6 novembre 2015  | 40      | Non presente    | Real Time       | Nove            |
| 3        | 1000 modi di tradire      | Perla Liberatori | 14 marzo 2016     | 20 maggio 2016   | 50      | Non presente    | Real Time       | Nove            |
| 4        | 1000 modi di tradire      | Perla Liberatori | 6 marzo 2017      | 28 aprile 2017   | 40      | Non presente    | Real Time       | Nove            |
| 5        | 1000 modi di tradire      | Perla Liberatori | 5 marzo 2018      | 30 marzo 2018    | 20      | Non presente    | Real Time       | Nove            |
| 6        | Nuovi modi di tradire     | Perla Liberatori | 14 maggio 2021    | 3 settembre 2021 | 30      | Discovery+      | Real Time       | Nove            |

## Distribuzione internazionale
- Spagna: Il programma è trasmesso su DKISS con il nome Alta infidelidad.[3][4]

- Cile: Il programma è trasmesso su TLC con il nome Amor infiel.
- Brasile: Il programma è trasmesso su H&H con il nome Alta infidelidade.[senza fonte]